# Echt judasoor
Echt judasoor (Auricularia auricula-judae, synoniem: Hirneola auricula-judae) is een zwam uit de familie Auriculariaceae. De soort neemt bij droog weer in omvang af en regenereert in vochtiger omstandigheden.

## Verklaring van de naam
De naam wordt verklaard uit een overlevering over de Bijbelse figuur Judas Iskariot die zich aan een vlier zou hebben opgehangen nadat hij Jezus verraden had. Het zwammetje lijkt ook op een oor.

## Uiterlijk
Onder gunstige (vochtige) omstandigheden is het 2-8 cm grote judasoor een roodbruin tot olijfbruine zwam, die zacht aanvoelt en elastisch kraakbeen-achtig is. Vaak treft men hem aan in de vorm van een sterk gewelfd en enigszins doorzichtig oor met de opening naar onder. De buitenzijde is fijn viltig, de binnenkant glad of geaderd en wat lichter van kleur. Bij droogte krimpt hij in en wordt harder en donkerder, tot aan zwart toe.

## Verspreiding
Echt judasoor groeit gedurende het hele jaar op loofhout in Nederland en België. Vooral op oude of afgestorven takken en deelstammen van struiken komt hij vaak voor. De zwam heeft een voorkeur voor de vlier en gedijt het beste op schaduwrijke plaatsen met een hoge luchtvochtigheid. Het is een algemene en zich uitbreidende soort.
Echt judasoor veroorzaakt witrot wanneer hij als parasiet op een levende gastheer leeft. Als de gastheer sterft wordt het judasoor een saprofyt. Dit soort schadelijke zwammen noemt men necrotrofe parasieten.

## Culinair
Echt judasoor is eetbaar en wordt veel gebruikt in de Chinese en Japanse keuken. De zwam kan ook worden gedroogd en dan worden gegeten.

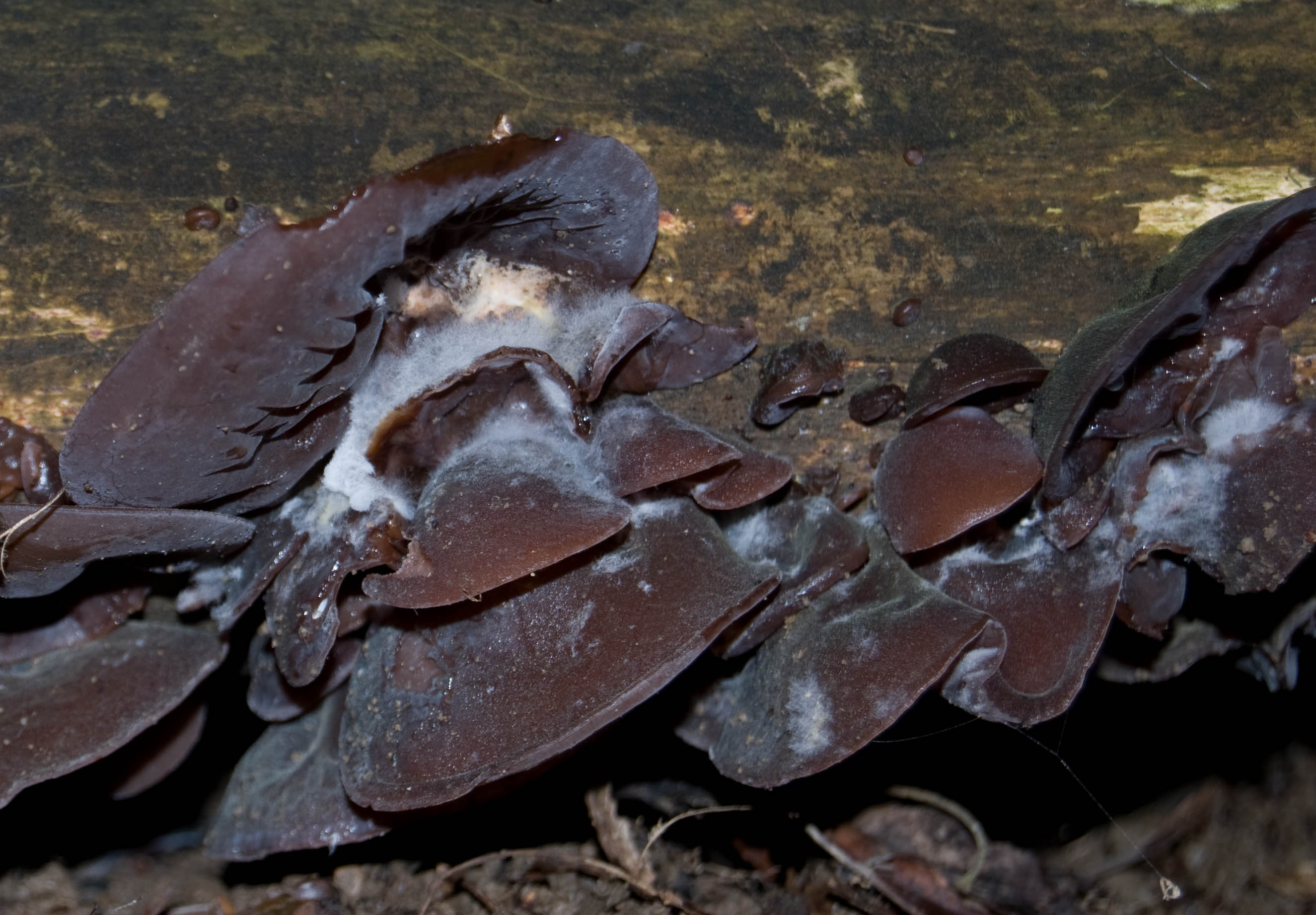
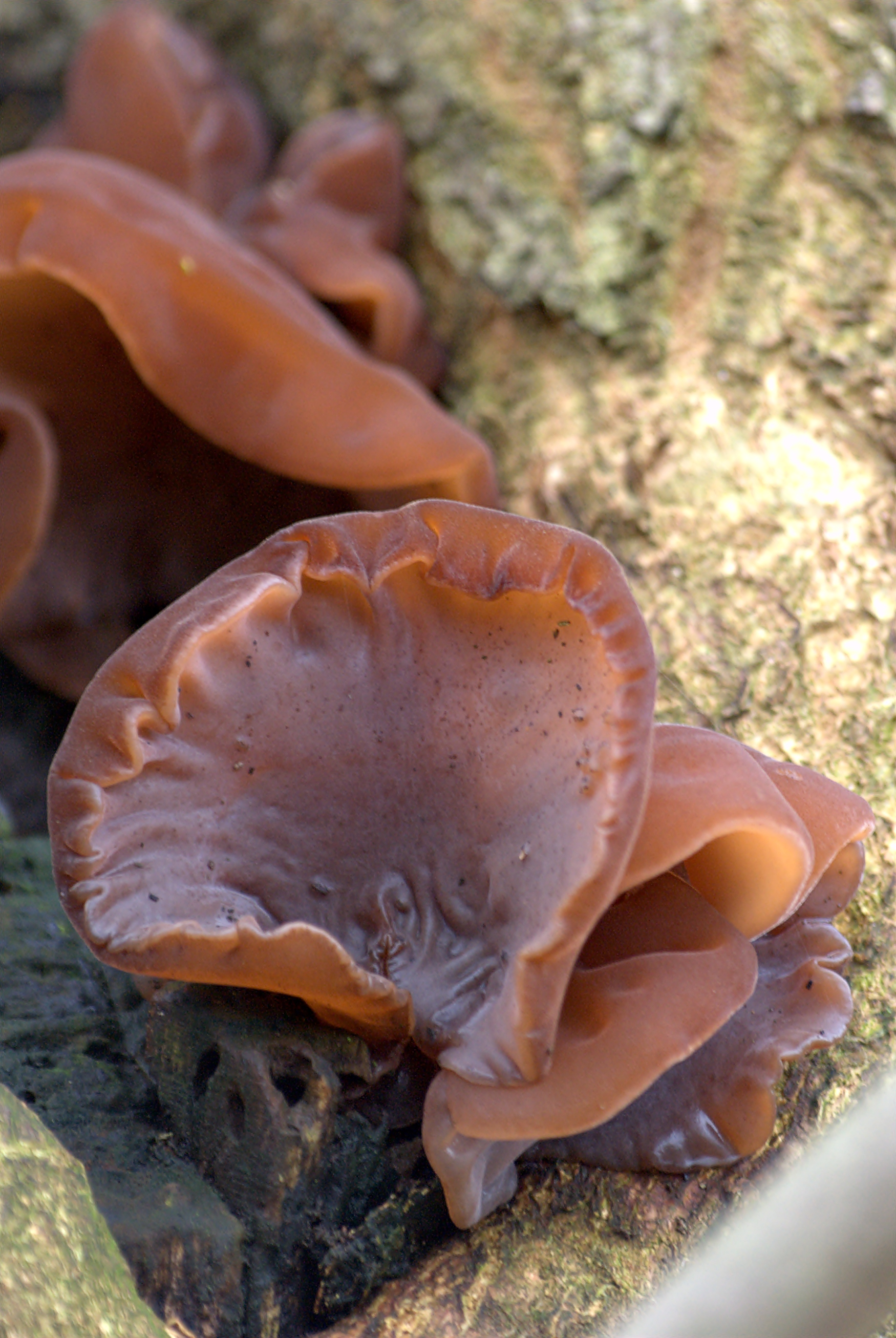
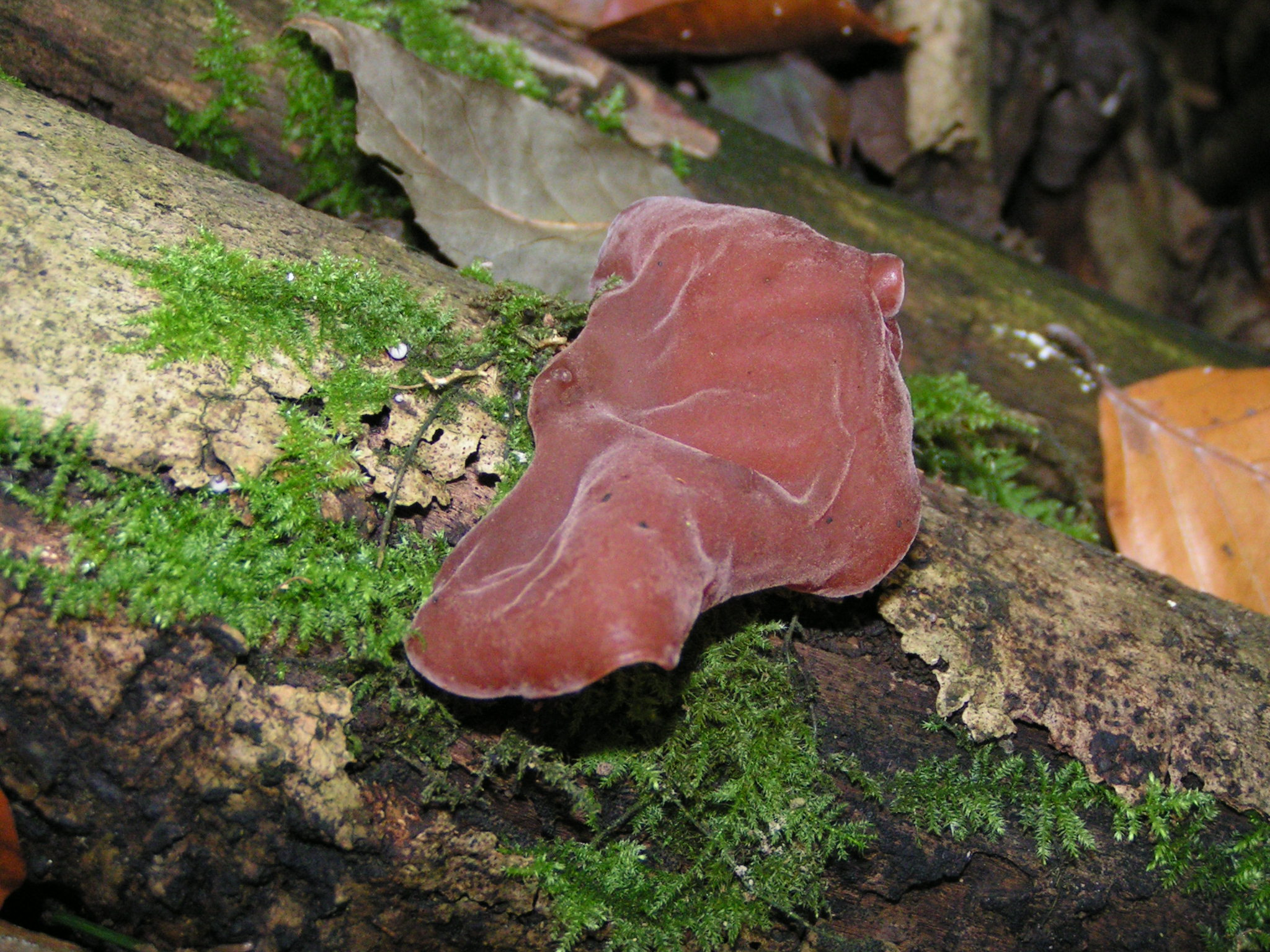
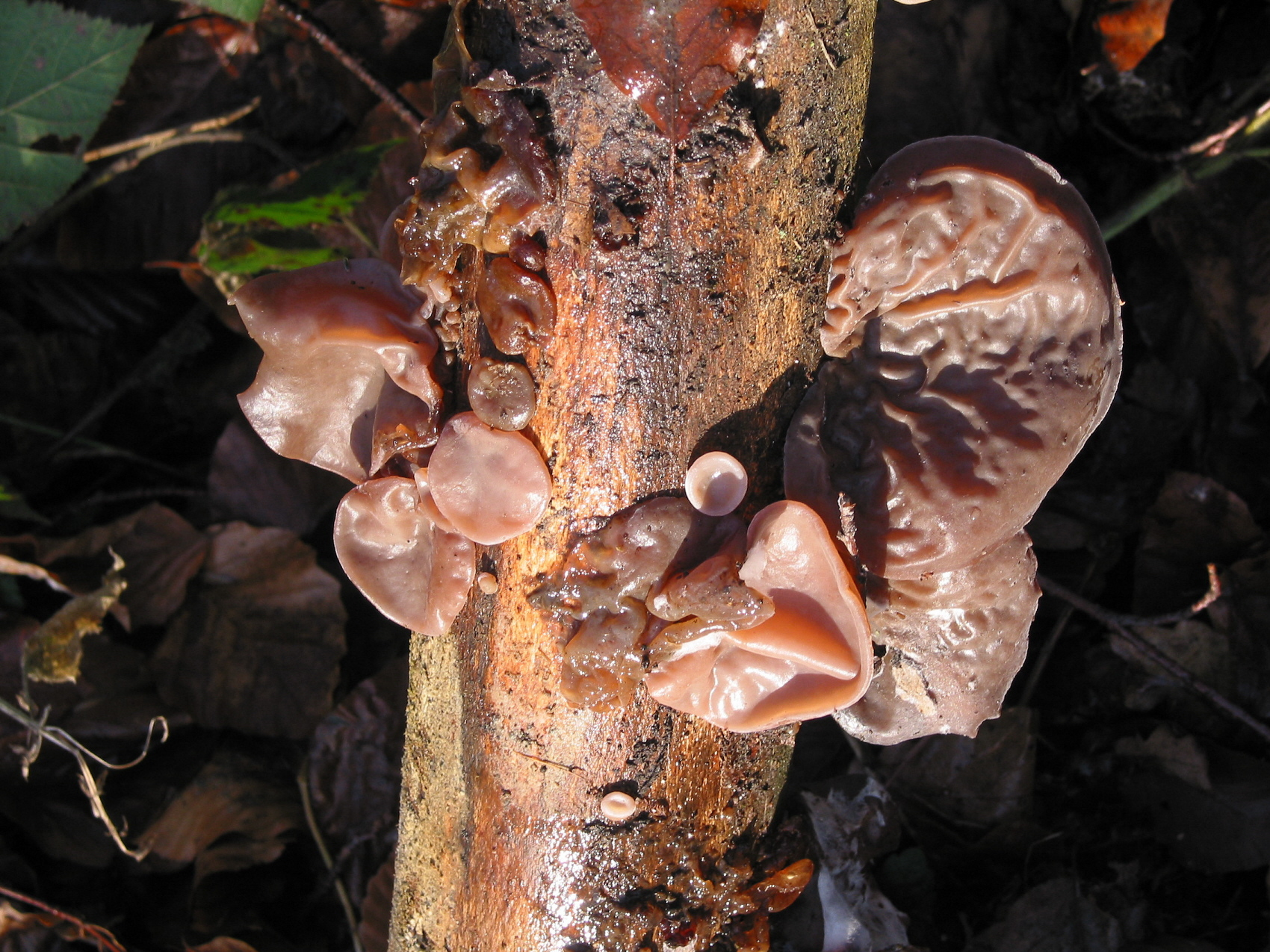
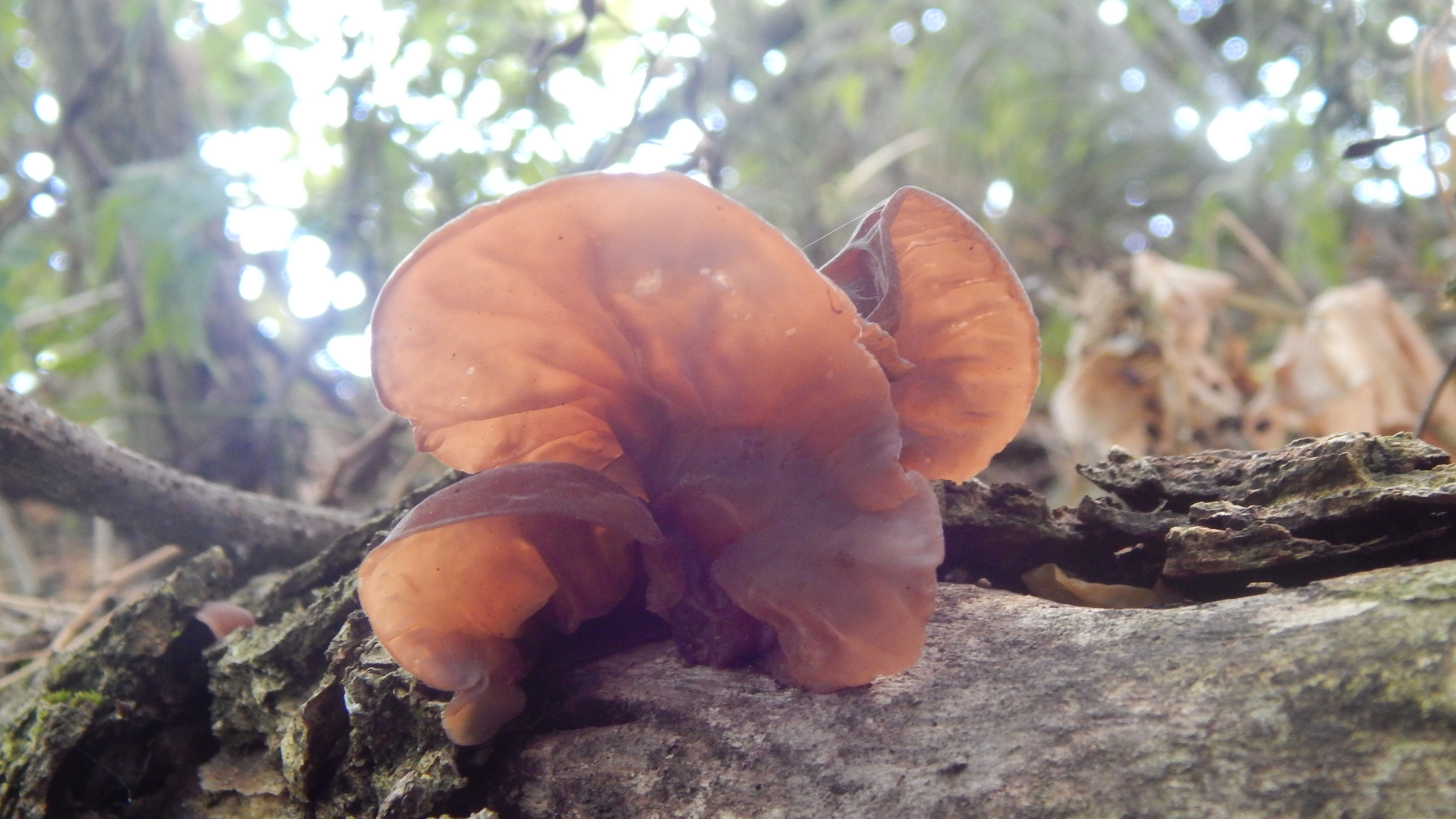